# Jardin des Prairiales
Le Jardin des Prairiales au château de La Grange a été inauguré en 2009 dans la ville mosellane de Manom. Il fait partie du réseau transfrontalier Jardins sans limites qui s'étend en Moselle, en Sarre et au Luxembourg.

## Histoire et description
Entourant le château du XVIIIe siècle, encore habité par ses propriétaires, ce jardin de 30 000 m2 a été créé par le paysagiste Franck Neau. Comme il ne reste aucune trace du jardin classique d'origine, le créateur a conservé l’esprit et la symétrie du lieu tout en s’adaptant au contexte actuel. C’est un jardin contemporain qui fait néanmoins quelques clins d’œil au passé.
La vieille serre a laissé la place à un édifice aux formes courbes, contrastant avec celles du château. À l’arrière, la pelouse centrale est encadrée par deux larges bandes de prairie semées de fleurs de tous pays : des prairiales, qui donnent leur nom au jardin. Celui-ci jongle à la fois avec le passé et le futur, entre chambres végétales, sous-bois, douves et cours classiques. Il possède une collection de buis parmi les plus riches d'Europe.

## Sources
- CDT Moselle, « Dossier de presse Jardins sans limites », sur www.moselle-tourisme.com, CDT Moselle, 2009 (consulté le 19 août 2009)
- CDT Moselle, « Jardins sans Limites 2011 », sur www.moselle-tourisme.com, CDT Moselle, 2011 (consulté le 7 juin 2011)